# Regionen in Portugal

Die 9 Regionen von Portugal, auch NUTS 2 genannt

In Portugal gibt es neun Regionen, die der zweiten Ebene der Gebietseinheiten für statistische Zwecke entsprechen, auch bekannt als NUTS, die sich auf die neun nationalen Regionen verteilen. Diese Aufteilung wird zunehmend genutzt, um die Zuständigkeitsbereiche der dezentralen Dienste der verschiedenen Ministerien zu definieren und die Distrikte zu ersetzen.
Die neun Regionen sind folgende:
- Norte (Norden),
- Centro (Zentrum),
- Oeste e Vale do Tejo (Westen und Tejo-Tal),
- Grande Lisboa (Groß-Lissabon),
- Península de Setúbal (Halbinsel von Setúbal),
- Alentejo,
- Algarve,
- Azoren
- und Madeira

Dazu gehören auch die autonomen Regionen der Azoren und Madeira, die gleichzeitig eine Subregion bilden. Geografisch gesehen werden sie in die Liste der Regionen aufgenommen, aber aufgrund ihrer Autonomie im Vergleich zu den anderen sieben Regionen des Festlandes unterscheiden sie sich.
Die Regionen bestehen aus einer oder mehreren Subregionen, die in mehrere Municípios (Kreise) unterteilt sind, und diese wiederum in eine oder mehrere Freguesias (Gemeinden). Die Regionen Norte, Centro, Oeste e Vale do Tejo sowie Alentejo bestehen aus mehreren Unterregionen. Die Regionen Grande Lisboa, Península de Setúbal, Algarve, Azoren und Madeira bestehen jedoch nur aus einer Subregion mit demselben Namen.
Ab dem 1. Februar 2024 treten die neuen NUTS-Regionen in Portugals in Kraft, wodurch sich die Anzahl der Regionen im Staatsgebiet von sieben auf neun erhöht. Die ehemalige Region der Metropolregion Lissabon wurde in zwei neue Regionen aufgeteilt: Grande Lisboa und Península de Setúbal. Auch die Regionen Centro und Alentejo haben Änderungen ihrer Grenzen erfahren, was zur Entstehung einer neuen Region namens Oeste e Vale do Tejo führte.

## Unterteilungen
Es gibt drei Unterteilungen der Gebietseinheiten für statistische Zwecke, auch NUTS genannt, die das Land unterschiedlich unterteilen:
- NUTS 1: Aufteilung zwischen dem portugiesischen Festland und den Inseln Azoren und Madeira;
- NUTS 2: Unterteilung in die sieben nationalen Regionen und;
- NUTS 3: Aufteilung auf die 25 nationalen Subregionen.

| NUTS 1              |  | NUTS 2                  |                           | NUTS 3                  |
| Festland und Inseln |  | 7 Regionen              |                           | 25 Subregionen          |
| ------------------- |  | ----------------------- | ------------------------- | ----------------------- |
| Festland            |  | Alentejo                |                           | Alentejo Central        |
| Festland            |  | Alentejo                | Alentejo Litoral          |                         |
| Festland            |  | Alentejo                | Alto Alentejo             |                         |
| Festland            |  | Alentejo                | Baixo Alentejo            |                         |
| Festland            |  | Alentejo                | Lezíria do Tejo           |                         |
| Festland            |  | Algarve                 |                           | Algarve                 |
| Festland            |  | Zentrum                 |                           | Beira Baixa             |
| Festland            |  | Zentrum                 | Beiras e Serra da Estrela |                         |
| Festland            |  | Zentrum                 | Médio Tejo                |                         |
| Festland            |  | Zentrum                 | Oeste                     |                         |
| Festland            |  | Zentrum                 | Região de Aveiro          |                         |
| Festland            |  | Zentrum                 | Região de Coimbra         |                         |
| Festland            |  | Zentrum                 | Região de Leiria          |                         |
| Festland            |  | Zentrum                 | Viseu Dão-Lafões          |                         |
| Festland            |  | Metropolregion Lissabon |                           | Metropolregion Lissabon |
| Festland            |  | Norden                  |                           | Alto Minho              |
| Festland            |  | Norden                  | Alto Tâmega               |                         |
| Festland            |  | Norden                  | Metropolregion Porto      |                         |
| Festland            |  | Norden                  | Ave                       |                         |
| Festland            |  | Norden                  | Cávado                    |                         |
| Festland            |  | Norden                  | Douro                     |                         |
| Festland            |  | Norden                  | Tâmega e Sousa            |                         |
| Festland            |  | Norden                  | Terras de Trás-os-Montes  |                         |
| Azoren              |  | Azoren                  |                           | Azoren                  |
| Madeira             |  | Madeira                 |                           | Madeira                 |

## Unterschiede

### Fläche
Zwischen den sieben Regionen gibt es große Unterschiede in der Gesamtfläche, wobei die Regionen mit der größten Fläche der Alentejo mit einer Gesamtfläche von 31.603 km², das Zentrum mit einer Gesamtfläche von 28.202 km² und der Norden mit einer Gesamtfläche von 21.284 km² sind. Die Regionen mit der geringsten Fläche sind Madeira mit einer Gesamtfläche von 801 km², die Azoren mit einer Gesamtfläche von 2.322 km² und die Metropolregion Lissabon mit einer Gesamtfläche von 3.001 km². Eine durchschnittliche Region hat eine Fläche von ca. 13.032 km².
| Fläche     | Region                               |
| ---------- | ------------------------------------ |
| 31.711 km² | Alentejo                             |
| 27.136 km² | Norden                               |
| 21.286 km² | Zentrum                              |
| 13.032 km² | Durchschnittliche Region in Portugal |
| 4.960 km²  | Algarve                              |
| 3.001 km²  | Metropolregion Lissabon              |
| 2.333 km²  | Azoren                               |
| 801 km²    | Madeira                              |

### Kreise
Zwischen den sieben Regionen gibt es große Unterschiede bei der Anzahl der Kreise, wobei der Zentrum mit 100 Kreise, der Norden mit über 80 Kreise und der Alentejo mit knapp 60 Kreise die größte Anzahl Kreise aufweisen. Die Regionen mit der kleinsten Anzahl Kreise sind Madeira mit 11 Kreise, die Algarve mit 16 Kreise und die Metropolregion Lissabon mit 18 Kreise. Eine durchschnittliche Region hat 44 Kreise.
| Anzahl Kreise | Region                               |
| ------------- | ------------------------------------ |
| 100           | Zentrum                              |
| 86            | Norden                               |
| 58            | Alentejo                             |
| 44            | Durchschnittliche Region in Portugal |
| 19            | Azoren                               |
| 18            | Metropolregion Lissabon              |
| 16            | Algarve                              |
| 11            | Madeira                              |

### Gemeinden
Zwischen den sieben Regionen gibt es große Unterschiede bei der Anzahl der Gemeinden, wobei der Norden mit über 1.400 Gemeinden, der Zentrum mit knapp unter 1.000 Gemeinden und der Alentejo mit knapp unter 300 Gemeinden die größte Anzahl Gemeinden aufweisen. Die Regionen mit der kleinsten Anzahl Gemeinden sind Madeira mit 54 Gemeinden, die Algarve mit 67 Gemeinden und die Metropolregion Lissabon mit 118 Gemeinden. Eine durchschnittliche Region hat ca. 441 Gemeinden.
| Anzahl Gemeinden | Region                               |
| ---------------- | ------------------------------------ |
| 1.426            | Norden                               |
| 972              | Zentrum                              |
| 441              | Durchschnittliche Region in Portugal |
| 299              | Alentejo                             |
| 155              | Azoren                               |
| 118              | Metropolregion Lissabon              |
| 67               | Algarve                              |
| 54               | Madeira                              |

### Bevölkerung
Zwischen den sieben Regionen gibt es große Bevölkerungsunterschiede, wobei der Norden mit über 3,58 Millionen Einwohnern, die Metropolregion Lissabon mit über 2,87 Millionen Einwohnern und das Zentrum mit über 2,22 Millionen Einwohnern die größte Bevölkerungskonzentration aufweisen. Die Regionen mit der kleinsten nationalen Bevölkerung sind die Azoren mit knapp 240.000 Einwohnern, Madeira mit knapp über 250.000 Einwohnern und die Algarve mit knapp einer halben Million Einwohnern. Eine durchschnittliche Region hat 1.477.828 Einwohner.
| Einwohner (2021) | Region                               |
| ---------------- | ------------------------------------ |
| 3.587.074        | Norden                               |
| 2.870.770        | Metropolregion Lissabon              |
| 2.227.567        | Zentrum                              |
| 1.477.828        | Durchschnittliche Region in Portugal |
| 704.707          | Alentejo                             |
| 467.475          | Algarve                              |
| 250.769          | Madeira                              |
| 236.440          | Azoren                               |

### Bevölkerungsdichte
Zwischen den sieben Regionen gibt es große Unterschiede bei der Bevölkerungsdichte, wobei die Metropolregion Lissabon mit über 950 Einwohnern pro km2, Madeira mit über 300 Einwohnern pro km2 und der Norden mit über 160 Einwohnern pro km2 die größte Bevölkerungsdichte aufweisen. Die Regionen mit der kleinsten Bevölkerungsdichte sind der Alentejo mit knapp 20 Einwohnern pro km2, der Zentrum mit knapp über 80 Einwohnern pro km2 und die Algarve mit knapp 90 Einwohnern pro km2. Der nationale Durchschnitt liegt bei 113 Einwohnern pro km2.
| Bevölkerungsdichte | Region                  |
| ------------------ | ----------------------- |
| 957                | Metropolregion Lissabon |
| 313                | Madeira                 |
| 168                | Norden                  |
| 113                | Portugal                |
| 101                | Azoren                  |
| 94                 | Algarve                 |
| 82                 | Zentrum                 |
| 22                 | Alentejo                |

## Liste der Regionen
Die folgende Liste zeigt alle sieben Regionen mit Daten über die Fläche, die Anzahl der Kreise und Gemeinden, die Bevölkerung für das Jahr 2021 durch die durchgeführte Volkszählung und die Bevölkerungsdichte.
| Region                  | Fläche     | Kreise | Gemeinden | Einwohner (2021) | Bevölkerungsdichte pro km2 |
| ----------------------- | ---------- | ------ | --------- | ---------------- | -------------------------- |
| Norden                  | 21.286 km² | 86     | 1.426     | 3.587.074        | 168                        |
| Zentrum                 | 27.136 km² | 100    | 972       | 2.227.567        | 82                         |
| Metropolregion Lissabon | 3.001 km²  | 18     | 118       | 2.870.770        | 957                        |
| Alentejo                | 31.711 km² | 58     | 299       | 704.707          | 22                         |
| Algarve                 | 4.960 km²  | 16     | 67        | 467.475          | 94                         |
| Azoren                  | 2.333 km²  | 19     | 155       | 236.440          | 101                        |
| Madeira                 | 801 km²    | 11     | 54        | 250.769          | 313                        |
| Portugal                | 91.228 km² | 308    | 3.091     | 10.344.802       | 113                        |